# V-подібне оперення

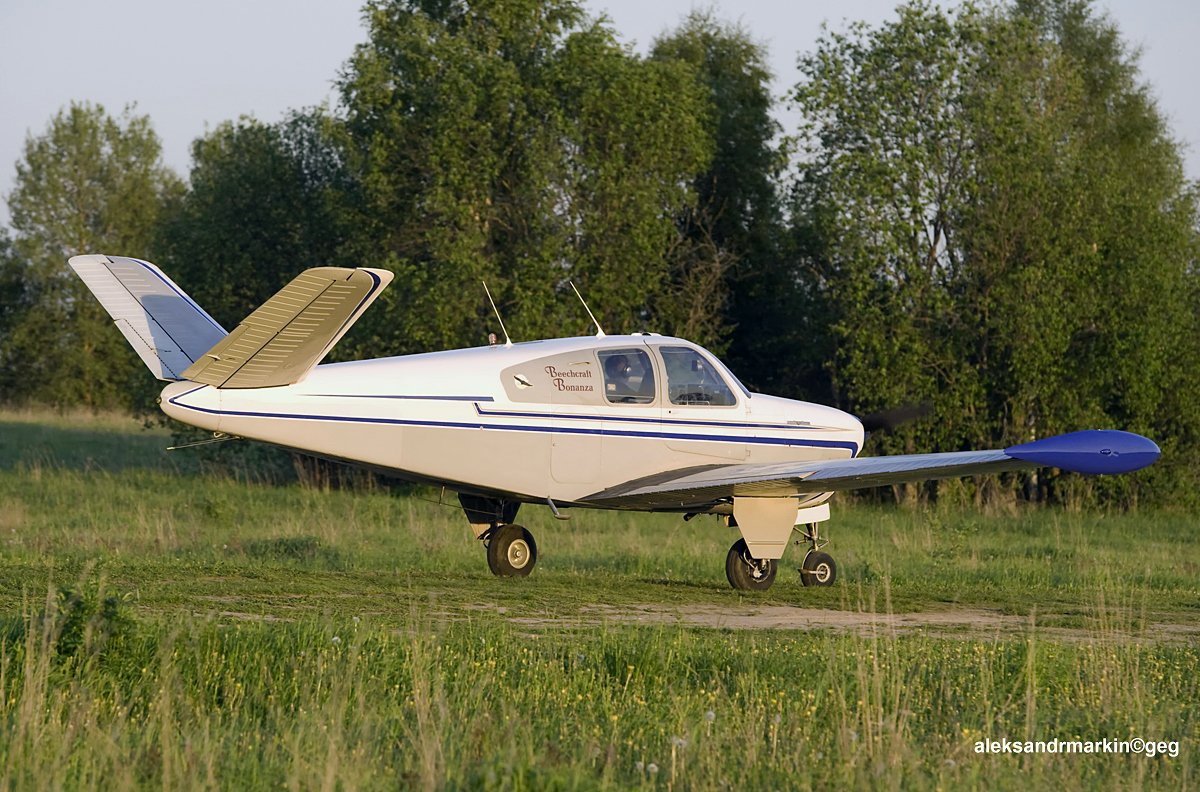
Beechcraft Bonanza, один із наймасовіших літаків з V-подібним оперенням

V-подібне оперення (англ. V-tail) — конфігурація хвостового оперення літака, що замість вертикального та горизонтального оперення має дві поверхні, розташовані в формі латинської літери V, кожна з яких поєднує в собі функції руля висоти і стерна.
Через малу ефективність і складність управління, а також підвищені вимоги до характеристик міцності задньої частини фюзеляжу таке оперення широкого застосування у великій авіації не дістало.

## Варіації
V-подібний хвіст був винайдений і запатентований у 1930 р. польським інженером Єжи Рудлицьким, але він не став популярним серед виробників літаків.
X-подібні поверхні хвоста експериментального літака Lockheed XFV, по суті теж являють собою V-подібний хвіст, який продовжується вниз і вверх фюзеляжу.

### Традиційний
Найпопулярніший літак, що вироблявся масово і мав V-подібний хвіст був літак Beechcraft Bonanza Модель 35, що також називався V-tail Bonanza, або просто V-Tail. Інші приклади використання такого хвоста — це літаки F-117 Nighthawk і навчальний літак Fouga Magister.

### Перевернутий
Blohm & Voss P.213 Miniaturjäger був одним з перших літаків, що мав перевернутий V-хвіст. Безпілотні літаючі апарати, такі як Amber, GNAT і MQ-1 Predator в новіших модифікаціях також використовують перевернути V-подібний хвіст.

## Переваги
З ідеальної точки погляду, маючи менше поверхонь, ніж традиційний хвіст з трьома стабілізаторами або T-хвіст, V-хвіст є легшим, має меншу площу шорсткуватих поверхонь, і таким чином утворює менший індуктивний і паразитний опір. Однак, дослідження NACA показали, що поверхні V-хвоста мають бути більшими ніж прямі проєкції на аналогічний хвіст з вертикальною і горизонтальними поверхнями, так що сумарна площа приблизно однакова; зменшивши кількість поверхонь, що перетинаються з трьох до двох, однак, дозволяє зменшити сумарний опір, зменшуючи деякий інтерференсний опір.
На теперішній час, легкі реактивні літаки загального призначення, такі як Cirrus Vision, Eclipse 400 або безпілотний дрон Global Hawk, часто мають двигун розташований за літаком, для забезпечення безпеки пасажирів і для простішого проходження сертифікації. В таких випадках, V-хвости використовують, щоб уникнути розміщення вертикального стабілізатора в зоні вихлопних газів двигуна, що призвело до додаткового порушення потоку вихлопних газів і зменшило б ефективність тяги і швидкого зношування вертикального стабілізатора, а можливо і його пошкодження з часом.

## Недоліки
Поєднання одночасного керування тангажем і курсом на таких поверхнях потребує більш складної системи управління. 
В середині 1980-их, Федеральна адміністрація авіації США приземлила літак Beechcraft Bonanza із міркувань безпеки. Хоча Bonanza виконала початкові вимоги сертифікації, вона мала випадки пошкоджень під час польоту в умовах екстремальних навантажень, на швидкостях, що перевищує прийняту норму. Такий тип літака був визнаний придатним до польотів після того як Beechcraft усунули обмеження і були внесені зміни в Директиви з льотної придатності.